# Envihab

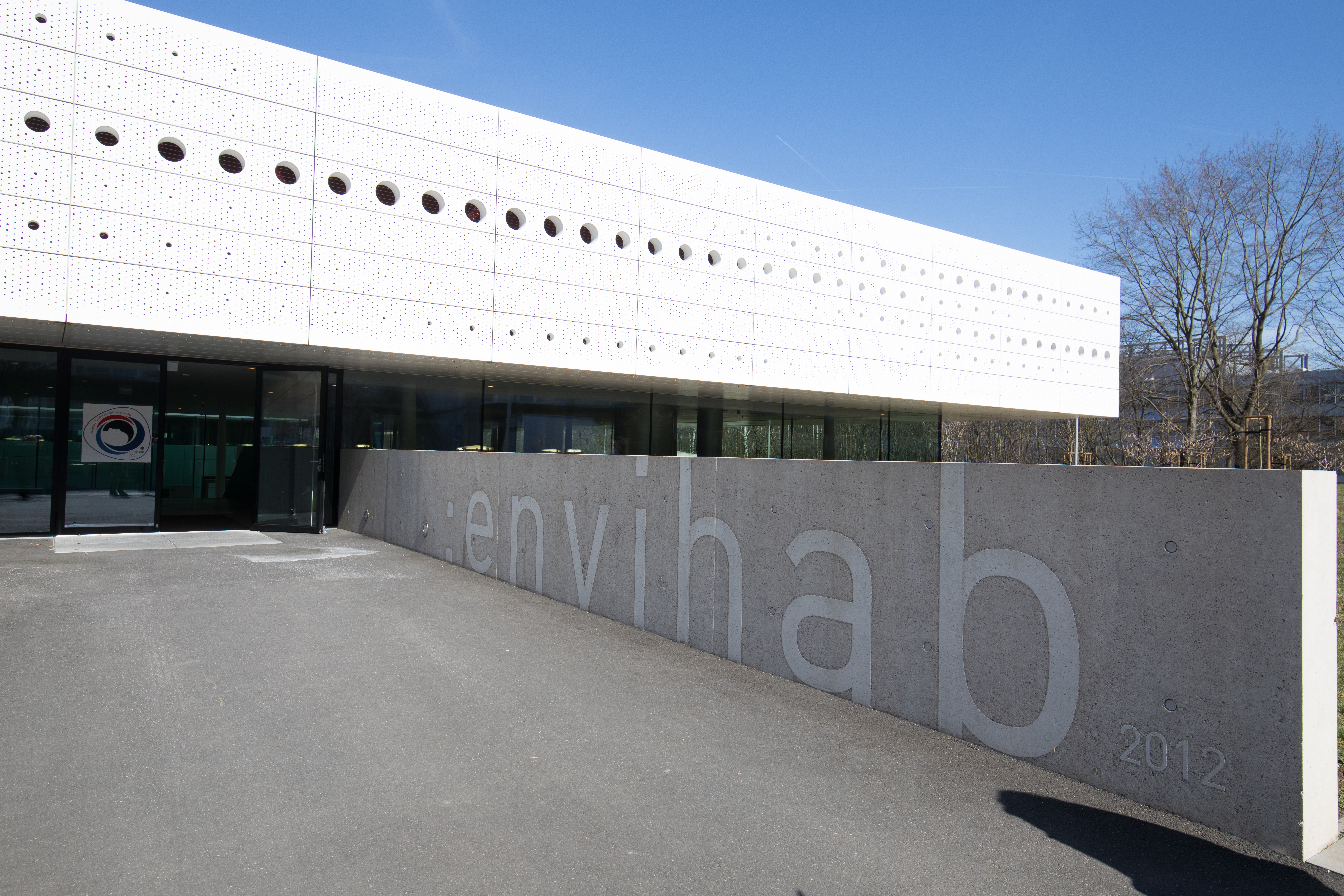
Eingangsbereich zum Envihab

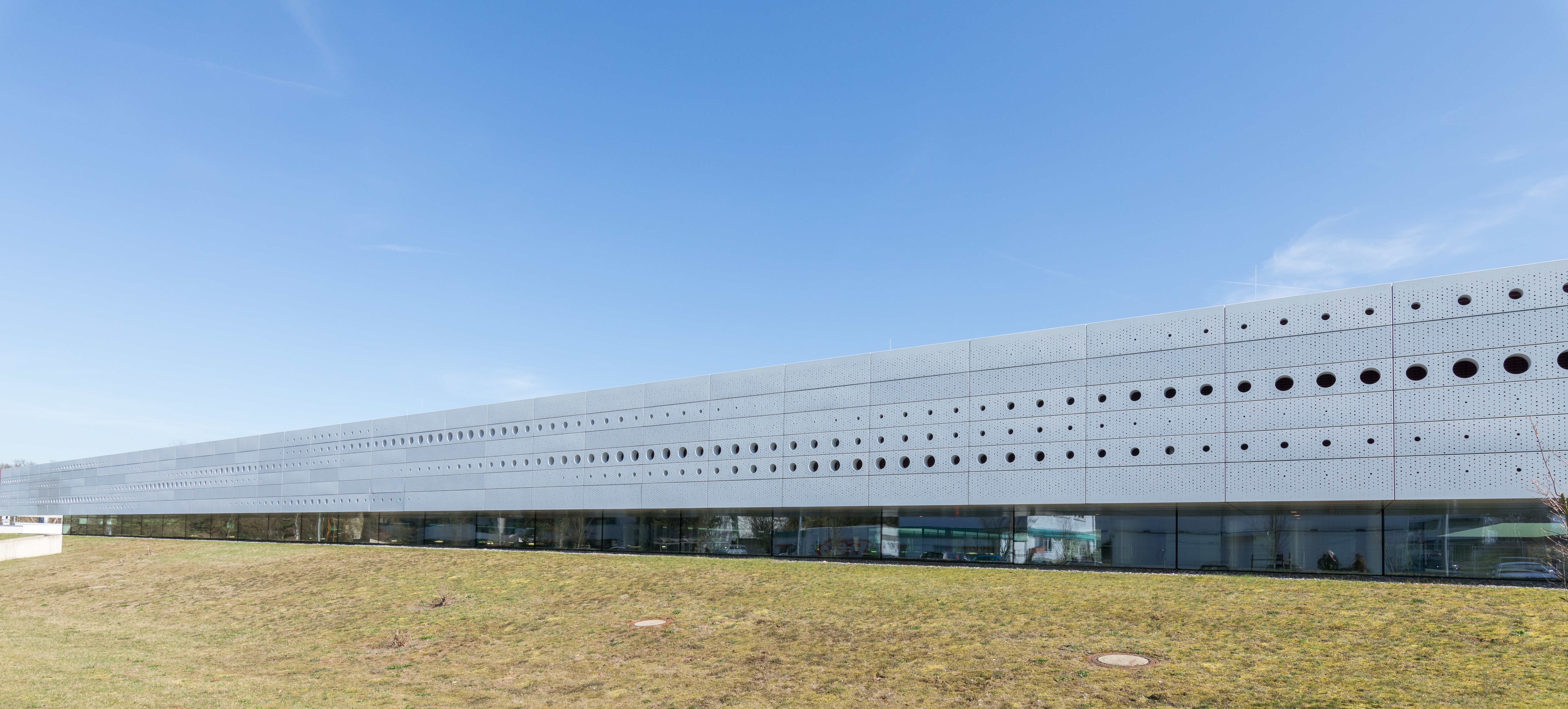
Seitenansicht

Envihab (Eigenschreibweise: :envihab) ist eine medizinische Forschungsanlage des Instituts für Luft- und Raumfahrtmedizin des DLR, in der die Wirkung verschiedener Umweltbedingungen auf den Menschen und mögliche Gegenmaßnahmen erforscht werden. Der Name envihab verbindet die Begriffe "environment" (englisch für Umwelt) und "habitat" (lateinisch für Wohnstätte, Lebensraum). Das Konzept beschäftigt sich mit den komplexen Fragestellungen eines Lebenserhaltungssystems und der Wechselwirkung von Mensch und Umwelt aus medizinischer, biologischer und psychologischer Sicht. Im Vordergrund stehen Forschungsfragen, die sich mit dem Erhalt der Gesundheit und Leistungsfähigkeit des Menschen befassen. Das modulare Haus-in-Haus-Prinzip ermöglicht die Nutzung der verschiedenen Module und ihrer technischen Ausstattung vor Ort, ohne das Gebäude zu verlassen. Auf rund 3500 m² Nutzfläche können dauerhaft bis zu 12 Probanden den gleichen kontrollierten Umweltbedingungen ausgesetzt werden. Das Institut befindet sich in Köln-Grengel.

## Module
Die fünf Module sind über den medizinischen Kernbereich miteinander verknüpft. Sie sind einzeln oder in Kombinationen gegenüber der Umwelt in Hinblick auf Akustik, Klima (Temperatur, Luftfeuchtigkeit, Licht, inklusive Tagesgang) und z. T. Sauerstoffgehalt und Druck schließbar. Probanden werden hier isoliert, immobilisiert und gezielt Stresssituationen ausgesetzt. Zusätzlich werden physische sowie psychische Methoden zur Erholung und als Gegenmaßnahmen z. B. gegen Immobilisation/Schwerelosigkeit untersucht. Envihab ist so ausgelegt, dass große Trainings- oder Simulationsgeräte installiert werden können. Besondere Merkmale sind die Humanzentrifuge im Zentrum von Envihab sowie Sauerstoffreduktionsbereiche und ein Druckbereich, in denen Höhen bis zu 5500 m simuliert werden können.

### EnviBio
Die Anlage EnviBio ("Envihab - Biology") stellt eine Laborumgebung bereit, in der mikrobiologische Forschungsarbeiten durchgeführt werden. Die vorhandene Grundausstattung und die räumlichen Eigenschaften des Moduls unterstützen biologische Forschungsarbeiten bis zur Sicherheitsstufe S2 (GenTSV) sowie unter Reinraumbedingungen der Klasse 8. Die drei wichtigsten Themen, die in EnviBio untersucht werden, sind damit
- mikrobiologisches Umweltmonitoring: Die Untersuchungen der Vielfalt und der Veränderungen der mikrobiologischen Besiedelung der Umgebung, auch unter Berücksichtigung des Einflusses durch den Menschen,
- Untersuchungen zu Komponenten von bioregenerativen Lebenserhaltungssystemen und
- Entwicklung und Vorbereitungen von biologischen Weltraumexperimenten

### EnviFit
Ein Aufenthalt von Astronauten im All führt zu einer deutlichen Schwächung des Herz-Kreislauf-Systems genauso wie zum erheblichen Abbau von Muskel- und Knochenmasse und ‑stärke. Dies haben Astronauten mit der älteren Bevölkerung – insbesondere Bettlägerigen und damit Immobilisierten – gemein; ein Aspekt, der vor dem Hintergrund der demographischen Entwicklung in Deutschland immer mehr an Bedeutung gewinnt. Ähnliche Zustände sind aber auch bei jungen, bewegungsarmen Menschen zu finden. Die Kosten, die aufgrund der Bewegungsarmut und entsprechender Folgekrankheiten auftreten wie Osteoporose, Diabetes, Herz-Kreislauf-Erkrankungen, Schlaganfälle sowie mehrere Formen von Krebs sind immens.
Es gilt also, einerseits sowohl für den Astronauten, aber auch den alternden beziehungsweise immobilen Menschen, effektive wie effiziente Gegenmaßnahmen zu entwickeln. Darum müssen präventive Maßnahmen entwickelt werden, die die Entstehung von immobilitätsinduzierten Erkrankungen reduzieren oder sogar ganz verhindern können.
EnviFit ("Envihab - Fitness") ist eine modular aufgebaute Versuchsanlage, in der es möglich ist, physiologische Veränderungen, wie sie z. B. während Immobilität oder in Mikrogravitation auftreten, zu simulieren. Dies erfolgt einerseits durch Bettruhe mit einer Kopf-Tieflage von 6 Grad, andererseits durch Anwendung von trockener Wasserimmersion, also Wasserbassins, die es ermöglichen, Probanden über Tage oder auch Wochen zu untersuchen. Bei der Immersion liegen die Probanden zwar auf dem Wasser auf, sind aber durch eine wasserundurchlässige Plane vom Wasser getrennt, so wird Schwerelosigkeit simuliert.

### EnviMeet
EnviMeet ist der öffentlich zugängliche Bereich von Envihab. Die Besucher sollen dort über die Ziele und Inhalte von Envihab und die Gesamtheit seiner funktionalen Elemente informiert werden und einen authentischen Eindruck gelebter Wissenschaft gewinnen.

### EnviSim
EnviSim ist eine weltweit einzigartige Versuchsanlage, in der es möglich ist, Umweltbedingungen exakt zu simulieren bzw. herzustellen. So können die für verschiedene Umgebungen (Flugzeugkabine, Raumstation, Feldlazarett etc.) typischen Umweltbedingungen realitätsnah simuliert werden. Einerseits werden Untersuchungen unter ungewöhnlichen, zum Beispiel extremen Umgebungsbedingungen möglich, andererseits kann menschliches Verhalten in bereits bekannten und definierten Umgebungen weitaus kostengünstiger untersucht werden (zum Beispiel durch Verzicht auf Flugversuche). Ebenso wird es möglich sein, einzelne Umgebungsparameter gezielt zu modifizieren, so dass der Einfluss eines einzelnen Parameters oder die Interaktion zweier oder mehrerer Parameter hinsichtlich ihrer Wirkung auf den Menschen untersucht werden können.

### EnviRec
Lange Aufenthalte in künstlichen oder abgeschiedenen Arbeitsumgebungen bedingen die Gefahr der Reizdeprivation mit ihren schwerwiegenden Gefahren für die menschliche Psyche und damit auch die Leistungsfähigkeit.
Der Schwerpunkt in EnviRec („Envihab – Recreation“) liegt in der Erforschung verschiedener Methoden zur Kompensation der Reizdeprivation. Hierzu soll eine möglichst realitätsnahe Darbietung von Umweltreizen der Erde den Crewmitgliedern Erholungsmöglichkeiten schaffen. Die Verbindung mit Langzeitstudien im EnviSim-Modul und interdisziplinärer Forschungsmethoden sollen den Einfluss auf die einzelnen Crewmitglieder, die Teamarbeit und damit die Steuerung des ganzen Systems quantifizierbar machen.

## Forschung
Mit Envihab wird auf Langzeit hin ausgerichtet medizinische Habitat-Forschung vorangetrieben, die allgemein den Wissenschafts- und Wirtschaftsstandort Köln und NRW in Bezug auf Luft- und Raumfahrt nachhaltig stärkt und speziell das Profil des DLR als national wie international exzellente Einrichtung der Spitzenforschung in Luft- und Raumfahrtmedizin schärft. Im Kontext der Regionale 2010 soll eine Forschungsanlage entstehen, die wissenschaftliche Fortschritte und wirtschaftlichen Mehrwert auf Basis für die Industrie verwertbarer Ergebnisse liefert sowie gleichzeitig eine Auseinandersetzung der Öffentlichkeit mit zentralen Zukunftsfragen für das Leben auf der Erde unterstützt.
Mit der neuen Forschungseinrichtung des DLR sollen die Voraussetzungen geschaffen werden, integrative lebenswissenschaftliche Forschung auf international höchstem Niveau durchzuführen. Durch das inhaltlich, aber auch baulich modulare Gesamtkonzept ermöglicht Envihab zukünftige Forschungsbereiche hinzuzufügen, die weit über vorwiegend medizinische Forschungsaufgaben hinausgehen und sich strategisch solchen Forschungsaufgaben widmen, deren Anwendungen wir bereits heute auf der Erde dringend benötigen.
Bevor ein Experiment in der Erdumlaufbahn durchgeführt wird, werden die Parameter des Projekts auf der Erde erforscht. Was für technische und materialwissenschaftliche Experimente gilt, ist umso wichtiger, wenn es darum geht, Menschen ins All zu bringen und medizinische Untersuchungen durchzuführen. In Zukunft steht den Luft- und Raumfahrtmedizinern des DLR dafür ein modernes und optimal auf ihre Bedürfnisse angepasstes Forschungsgebäude zur Verfügung: das Envihab.

## Architektur
Im Rahmen der Regionale 2010 wurde beim Deutschen Zentrum für Luft- und Raumfahrt in Köln ein europaweiter Architekturwettbewerb für das Konzept Envihab einstimmig zugunsten des Berliner Architekturbüros Glass Kramer Löbbert und Prof. Uta Graff entschieden. Das Gebäude besteht aus 2 Ebenen, der unteren Nutzerebene und der darüber liegenden Technikebene mit der gesamten Gebäudeversorgung. Die Nutzerebene rund um die Module sowie der teilbare Hörsaal und die Ausstellungsfläche sind für Besuchergruppen öffentlich zugänglich und nutzbar.
Auszeichnungen und Preise:
- 2014: Finalist – DAM Preis für Glass Kramer Löbbert und Uta Graff
- 2014: Anerkennung – Gestaltungspreis der Wüstenrot Stiftung für Glass Kramer Löbbert und Uta Graff[3]
- 2014: Deutscher Stahlbaupreis für Glass Kramer Löbbert und Uta Graff[4]
- 2015: Anerkennung – Deutscher Architekturpreis für Glass Kramer Löbbert und Uta Graff[5]
- 2017: Kölner Architekturpreis für Glass Kramer Löbbert und Uta Graff[6]